# Irie Hakō
Irie Hakō (japanisch 入江 波光, eigentlicher Vorname Ikujirō (幾治郎); geb. 26. September 1887 in Kyōto; gest. 9. Juni 1948) war ein japanischer Maler der Nihonga-Richtung  der Taishō- und frühen Shōwa-Zeit.

## Leben und Werk
Irie Hakō erhielt 1902 seinen ersten Unterricht in der Malerei von Morimoto Tōkaku (森本東閣; 1877–1947), besuchte  dann im selben Jahr in Kyōto die „Städtischen Schule  für Kunst und Kunstgewerbe“ (京都市立美術工芸学校; Kyōto shiritsu bijutsu kōgei gakkō). Nach dem Abschluss 1907 war er in der Studienabteilung er Schule tätig, wechselte aber 1909 mit der Gründung der „Städtischen Fachhochschule für Kunst“ (京都市立絵画専門学校; Kyōto shiritsu kaiga semmon gakkō) zu dieser. Dort machte er zwei Jahre später, 1911, seinen Abschluss. 1913 wurde er von seiner Schule nach Tōkyō entsandt, um bei der dortigen Kunstfachschule und dem Kaiserliche Museum Erfahrungen zu sammeln. Er fertigte unter anderem eine Kopie von Katsukawa Shunshōs „Sieben Schönen im Bambushain“ (竹林七妍人; Chikurin shichi kennin). In diesem Jahr malte er das Bild „Furisode Großbrand“ (振袖火事, Furisode kaji): der Titel weist auf den Meireki-Großbrand in Edo im Jahr 1657 hin. 
1918 wurde Irie von Sakakibara Shihō (1887–1971), Murakami Kagaku und anderen gebeten, sich an den Ausstellungen der „Kreativen Gesellschaft  für nationale Bilder“ (国画創作協会, Kokuga sōsaku kyōkai) zu beteiligen. Er stellte das Bild „Eine Klause nebenan“ (隣案, Rin'an) aus und erhielt einen Preis der Gesellschaft und wurde als Mitglied aufgenommen. Zu den weiteren Bildern, die er dort ausstellte, gehören „Dorf am Meer“ (臨海の村, Rinkai no mura) auf der 2. und „Am anderen Ufer“ (彼岸, Higan) auf der 3. Ausstellung der Gesellschaft. 
1922 wurde Irie von der Stadt Kyōto nach Europa geschickt, wo er in Italien, insbesondere aber in Spanien sich mit der dortigen klassischen Malerei auseinandersetzte. „Landschaft in Südeuropa (Kirche der heiligen Konstanze)“ (南欧小景（聖コンスタンツァ寺）Nan’ō shōkei (Konsutantsua-ji)) und „Blauer Wald“ (蒼林, Sōrin) sind Beispiele aus dieser Zeit. – 1940 arbeitete er auf Wunsch des Kultusministeriums am Tempel Hōryū-ji in der Präfektur Nara und fertigte Kopien  der Wandmalereien Haupthalle an. Er starb aber, bevor er mit dieser Arbeit fertig geworden war.

## Bilder

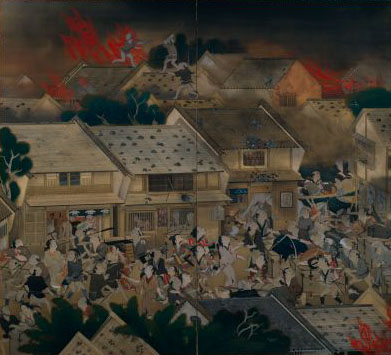
Furisode-Großbrand, 1913
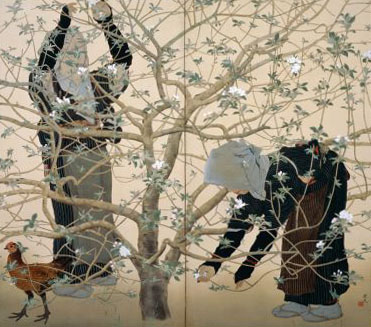
Birnenblüte, 1914
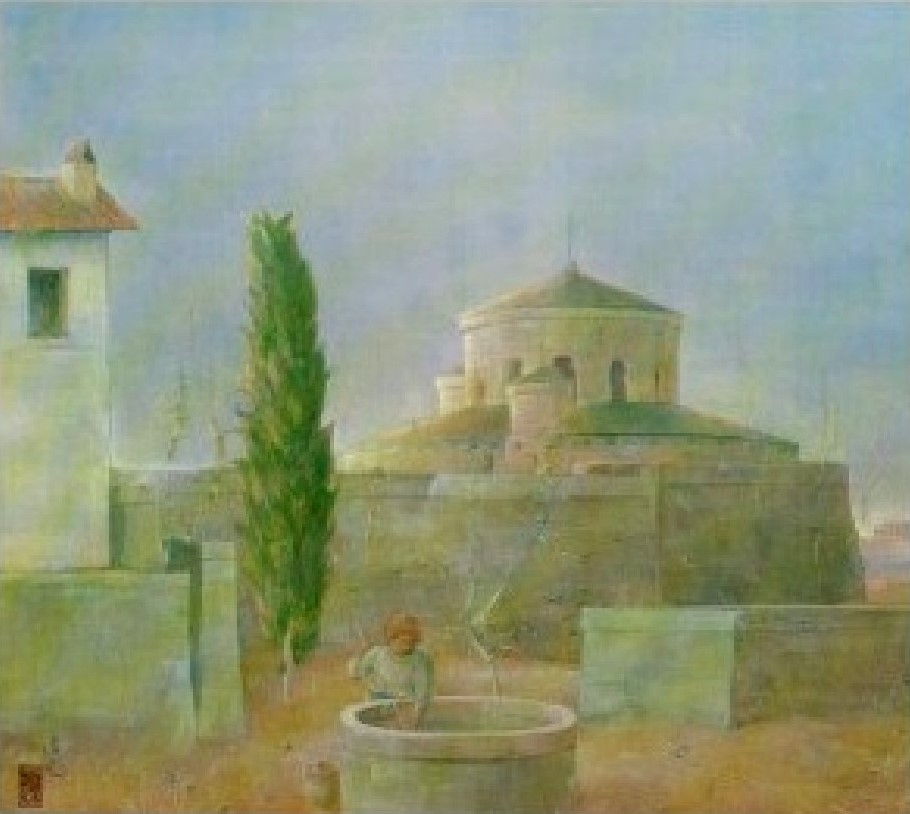
Landschaft in Südeuropa, 1922
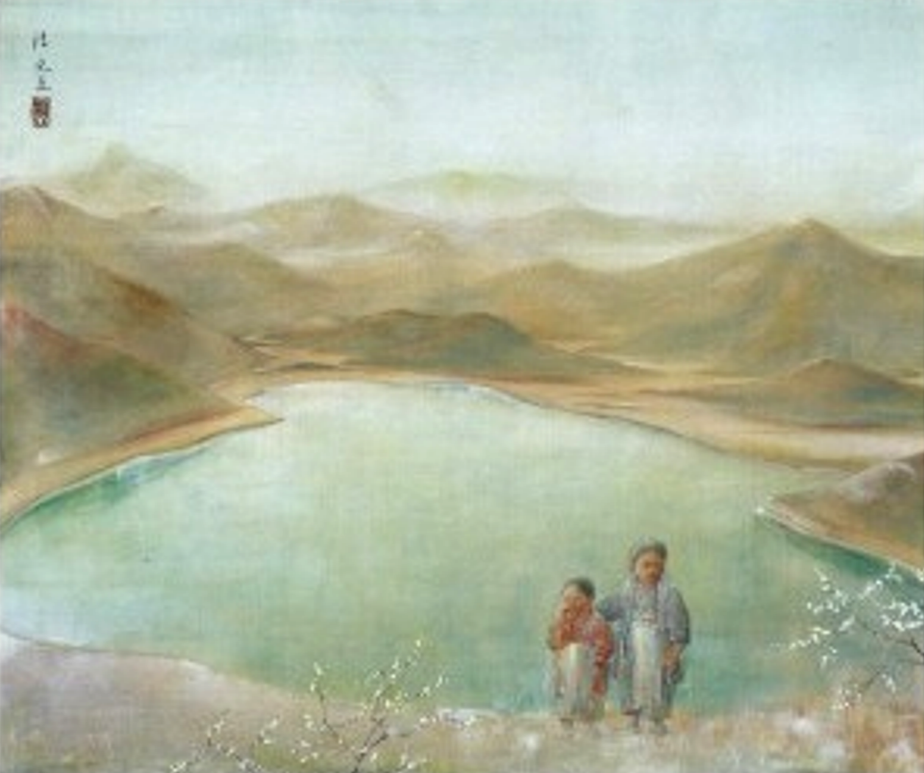
Aprikosen, 1923
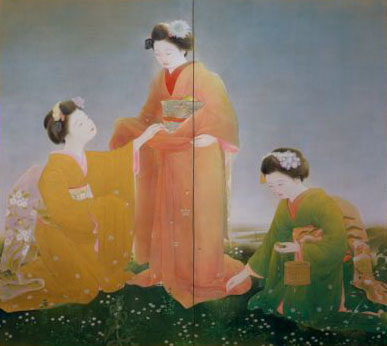
Grasschneiden, 1928
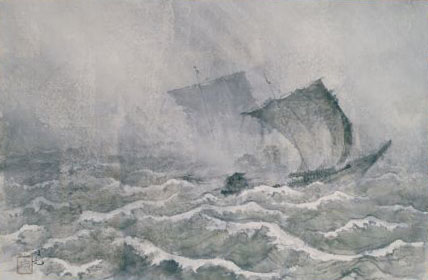
Boot im Sturm, 1939